# 千疋村 (香川県)
千疋村（せんびきむら）は、香川県綾歌郡にあった村。現在の綾川町千疋。

## 歴史
- 1890年2月15日 - 町村制施行に伴い、阿野郡千疋村が村制施行し千疋村が発足。
- 1899年4月1日 - 阿野郡が鵜足郡と合併し、綾歌郡となる。
- 1929年4月1日 - 綾歌郡畑田村と合併して昭和村となり消滅。